# 埃爾克里奇 (馬里蘭州)
埃爾克里奇（英語：Elkridge）是位於美國馬里蘭州霍華德縣的一個普查規定居民點。

## 人口
根據2020年美國人口普查的數據，埃爾克里奇的面積為21.68平方千米，當中陸地面積為21.65平方千米，而水域面積為0.03平方千米。當地共有人口25171人，而人口密度為每平方千米1,161.02人。